# Armeria curvifolia
Armeria curvifolia är en triftväxtart som beskrevs av Carlo Luigi Giuseppe Bertero. Armeria curvifolia ingår i släktet triftar, och familjen triftväxter. Inga underarter finns listade i Catalogue of Life.